# 루이 페르디난트 폰 프로이센 왕자 (1907년)
루이 페르디난트 빅토어 에두아르트 알베르트 미하엘 후베르투스 프린츠 폰 프로이센(독일어: Louis Ferdinand Viktor Eduard Albert Michael Hubertus Prinz von Preussen, 1907년 11월 9일 ~ 1994년 9월 26일)은 호엔촐레른가의 당주로 독일의 왕위 요구자였다.
빌헬름 폰 프로이센 황태자과 메클렌부르크슈베린 여공작 체칠리에의 차남으로 태어났다. 그는 키라 키릴로브나 여대공과 결혼해 4남 3녀를 두었다. 
다른 가족들과 달리 국가사회주의 독일 노동자당(나치당)과는 거리를 뒀으며 사업가, 예술 활동 후원가이기도 했다.